# Petaurus
Os petauros ou serelepes-marsupiais são um gênero de marsupiais arborícolas parentes dos cuscos. Se assemelham a esquilos com grandes olhos e muitos tem a habilidade de planar.

## Espécies
- Petaurus abidi Ziegler, 1981
- Petaurus australis Shaw, 1791
- Petaurus biacensis Ulmer, 1940
- Petaurus breviceps Waterhouse, 1839
- Petaurus gracilis (de Vis, 1883)
- Petaurus norfolcensis (Kerr, 1792)